# UFC Fight Night: Rothwell vs. dos Santos
UFC Fight Night: Rothwell vs. dos Santos（ユーエフシー・ファイトナイト：ロズウェル・バーサス・ドス・サントス、別名UFC Fight Night 86）は、アメリカ合衆国の総合格闘技団体「UFC」の大会の一つ。2016年4月10日、クロアチア・ザグレブのアリーナ・ザグレブで開催された。

## 大会概要
UFC初のクロアチア開催となった本大会ではベン・ロズウェルとジュニオール・ドス・サントスによるヘビー級ワンマッチが組まれた。
RFAウェルター級王者ボヤン・ベリチコビッチ、キャリア9戦全勝のアレッシオ・ディ・キリコ、5戦全勝のカーティス・ブレイズ、クリスティーナ・スタンチュがUFCデビュー。

### カード変更
負傷などによるカードの変更は以下の通り。
- バルトシュ・ファビンスキ → ザック・カミングス（第7試合）

- ボヤン・ミハイロビッチ → カーティス・ブレイズ（第11試合）

- ルスラン・マゴメドフ → デリック・ルイス（第12試合）

## 試合結果

### アーリープレリム
第1試合 ウェルター級ワンマッチ 5分3R
○  ボヤン・ベリチコビッチ vs.  アレッシオ・ディ・キリコ ×
3R終了 判定3-0（29-28、29-28、30-27）
第2試合 ヘビー級ワンマッチ 5分3R
○  ジャレッド・キャノニア vs.  シリル・アスカー ×
1R 2:44 KO（グラウンドの肘打ち）
第3試合 フェザー級ワンマッチ 5分3R
○  ルーカス・マルチンス vs.  ロバート・ホワイトフォード ×
3R終了 判定2-1（29-28、28-29、30-27）

### プレリミナリーカード
第4試合 バンタム級ワンマッチ 5分3R
○  ダミアン・スタシアク vs.  フィリップ・ペーイッチ ×
1R 2:16 リアネイキドチョーク
第5試合 ライト級ワンマッチ 5分3R
○  マイルベク・タイスモフ vs.  ダミール・ハゾビッチ ×
1R 3:44 KO（右アッパー）
第6試合 バンタム級ワンマッチ 5分3R
○  アレハンドロ・ペレス vs.  イアン・エントウィッスル ×
1R 4:04 TKO（パウンド）
第7試合 ウェルター級ワンマッチ 5分3R
○  ザック・カミングス vs.  ニコラス・ダルビー ×
3R終了 判定3-0（30-27、30-27、30-27）

### メインカード
第8試合 女子ストロー級ワンマッチ 5分3R
○  マリーナ・モロズ vs.  クリスティーナ・スタンチュ ×
3R終了 判定3-0（30-27、30-27、30-27）
第9試合 ライトヘビー級ワンマッチ 5分3R
○  ヤン・ブラホヴィッチ vs.  イゴール・ポクラヤッチ ×
3R終了 判定3-0（29-28、29-28、29-28）
第10試合 ヘビー級ワンマッチ 5分3R
○  ティモシー・ジョンソン vs.  マルチン・ティブラ ×
3R終了 判定3-0（29-28、29-28、29-28）
第11試合 ヘビー級ワンマッチ 5分3R
○  フランシス・ガヌー vs.  カーティス・ブレイズ ×
2R終了時 TKO（ドクターストップ）
第12試合 ヘビー級ワンマッチ 5分3R
○  デリック・ルイス vs.  ガブリエル・ゴンザーガ ×
1R 4:48 KO（スタンドパンチ連打）
第13試合 ヘビー級ワンマッチ 5分5R
○  ジュニオール・ドス・サントス vs.  ベン・ロズウェル ×
5R終了 判定3-0（50-45、50-45、50-45）

### 各賞
ファイト・オブ・ザ・ナイト： 該当なし
パフォーマンス・オブ・ザ・ナイト： デリック・ルイス、アレハンドロ・ペレス、マイルベク・タイスモフ、ジャレッド・キャノニア
各選手にはボーナスとして5万ドルが支給された。